# John Sessions
John Sessions, all'anagrafe John Gibb Marshall (Largs, 11 gennaio 1953 – Londra, 2 novembre 2020), è stato un attore e comico britannico.

## Biografia
John Sessions nacque a Largs nel 1953 e si trasferì a Bedford con la famiglia all'età di tre anni. Ha studiato alla Bedford Modern School e alla Verulam School, per poi specializzarsi in letteratura inglese all'Università di Bangor. Successivamente iniziò un dottorato su John Cowper Powys all'Università McMaster, ma non lo completò, volendo dedicarsi alla recitazione. 
Dopo aver studiato recitazione alla Royal Academy of Dramatic Art insieme a Kenneth Branagh, Sessions cominciò a recitare professionalmente come attore e comico in diversi teatri della Gran Bretagna. In campo teatrale divenne particolarmente noto per aver recitato nella produzione originale della commedia drammatica My Night with Reg a Londra nel 1994.
John Sessions era gay e subì l'outing nel 1994 da parte dell'Evening Standard.
John Sessions è morto per un attacco di cuore nella sua casa nel sud di Londra il 2 novembre 2020, all'età di 67 anni.

## Filmografia parziale

### Cinema
- Il messaggero della morte (The Sender), regia di Roger Christian (1982)
- Il Bounty (The Bounty), regia di Roger Donaldson (1986)
- Castaway, la ragazza Venerdì (Castaway), regia di Nicolas Roeg (1986)
- Enrico V (Henry V), regia di Kenneth Branagh (1989)
- Nel bel mezzo di un gelido inverno (In the Bleak Midwinter), regia di Kenneth Branagh (1995)
- Le straordinarie avventure di Pinocchio (The Adventures of Pinocchio), regia di Steve Barron (1996)
- La cugina Bette (Cousin Bette), regia di Des McAnuff (1998)
- Sogno di una notte di mezza estate (A Midsummer Night's Dream), regia di Michael Hoffman (1999)
- Gangs of New York, regia di Martin Scorsese (2002)
- Il mercante di Venezia (The Merchant of Venice), regia di Michael Radford (2004)
- 5 bambini & It (Five Children and It), regia di John Stephenson (2004)
- The Good Shepherd - L'ombra del potere (The Good Shepherd), regia di Robert De Niro (2006)
- The Last Station, regia di Michael Hoffman (2009)
- We Want Sex (Made in Dagenham), regias di Nigel Cole (2010)
- The Iron Lady, regia di Phyllida Lloyd (2011)
- Filth, regia di Jon S. Baird (2013)
- Mr. Holmes - Il mistero del caso irrisolto (Mr. Holmes), regias di Bill Condon (2015)
- Legend, regia di Brian Helgeland (2015)
- Florence (Florence Foster Jenkins), regia di Stephen Frears (2016)
- La verità negata (Denial), regia di Mick Jackson (2016)
- Ricomincio da noi (Finding your feet), regia di Richard Loncraine (2017)

### Televisione
- L'ispettore Barnaby (Midsomer Murders) - serie TV, episodio 6x03 (2003)
- Hawking - film TV (2004)
- Miss Marple (Agatha Christie's Marple) – serie TV, episodio 2x02 (2006)
- Delitti in Paradiso (Death in Paradise) - serie TV, episodio 7x05 (2018)

### Doppiaggio
- Loving Vincent, regia di Dorota Kobiela e Hugh Welchman (2017)
- Nel regno delle fate, regia di Gary Hurst (1999)

## Doppiatori italiani
- Bruno Alessandro in Mr. Holmes - Il mistero del caso irrisolto, Legend, Loving Vincent
- Ambrogio Colombo in Florence
- Saverio Indrio ne Le straordinarie avventure di Pinocchio
- Angelo Nicotra in The Iron Lady